# واشنطن بوست

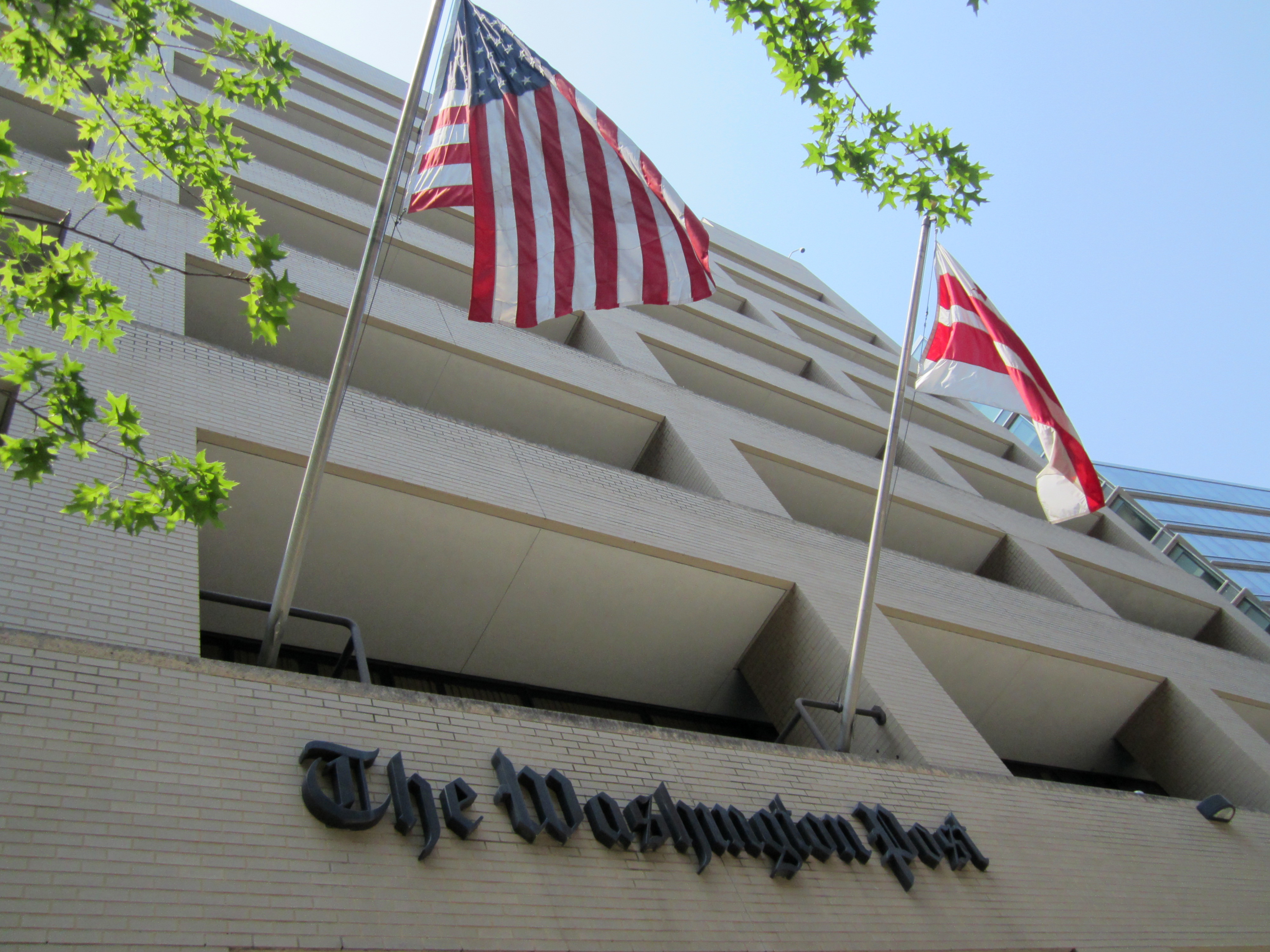
مبنى صحيفة واشنطن بوست

واشنطن بوست (بالإنجليزية: The Washington Post) صحيفة يومية أمريكية أُسست في 6 ديسمبر 1877، تصدر في العاصمة الأمريكية واشنطن وأكثر الصحف انتشارًا في الولايات المتحدة الأمريكية، تركز بصفة خاصة على السياسة المحلية، وتطبع في كل من واشنطن العاصمة بمقاطعة كولومبيا، وولايتي ماريلاند، وفرجينيا.
وحصلت الصحيفة على 47 جائزة بوليتزر، 6 منها مُنحت في عام 2008، لتحتل المرتبة الثانية بعد نيويورك تايمز التي حصلت على 7 جوائز بوليتزر في عام 2002 كأكبر عدد جوائز تمنح لصحيفة في السنة الواحدة.  كما تلقى صحفيوها 18 زمالة في مؤسسة نيمان و368 جائزة اتحاد مصوري أخبار البيت الأبيض،
كما أنتج الصحفيان بوب وودوارد وكارل برنستين في بداية السبعينيات أكبر سبق صحفي بتاريخ الصحافة الأمريكية والذي عرف باسم (فضيحة ووترغيت)؛ الأمر الذي تسبب باستقالة الرئيس ريتشارد نيكسون. كما أدت تحقيقات الصحيفة إلى زيادة استعراض المركز الطبي للجيش والتر ريد. 

## نبذة عن الصحيفة
واشنطن بوست هي الصحيفة الأكثر تداولاً في واشنطن العاصمة، والأقدم في تلك المنطقة، تأسست الصحيفة في عام 1877. تصدر الصحيفة في واشنطن عاصمة الولايات المتحدة. تركز صحيفة واشنطن بوست بشكل خاص على السياسة الوطنية المحلية. يتم طبع طبعات يومية لعدد من المقاطعات، منها مقاطعة كولومبيا، بولاية ماريلاند، وفيرجينيا. يتم طباعة الصحيفة على الشكل التقليدي الكبير المتعارف عليه في الصحف، ويتم طباعة الصور بالألوان وكذلك باللونين الأبيض والأسود.
في بداية السبعينات وقت حدوث أشهر فضيحة في تاريخ الصحيفة وهي فضيحة ووترغيت، قام الصحافيان بوب إدوارد وكارل بيرنشتاين بإجراء التحقيق في الصحافة الأميركية، وساهمت تقاريرهم التي أعدوها إلى استقالة الرئيس الأمريكي ريتشارد نيكسون.
فازت الصحيفة ب 47 جائزة بوليتزر، تشمل منها ست جوائز بوليتزر منفصلة منحت للصحيفة في عام 2008، ثاني أكبر يمنح لصحيفة في سنة واحدة. كما حصلت صحيفة واشنطن بوست على 18 زمالة نيمان و 368 جائزة من جمعية مصورين صحفيي البيت الأبيض. تعود ملكية الصحيفة لشركة واشنطن بوست، وهي شركة إعلامية وتعليمية، وتملك أيضاً شركة كابلان والعديد من وسائل الإعلام الأخرى.

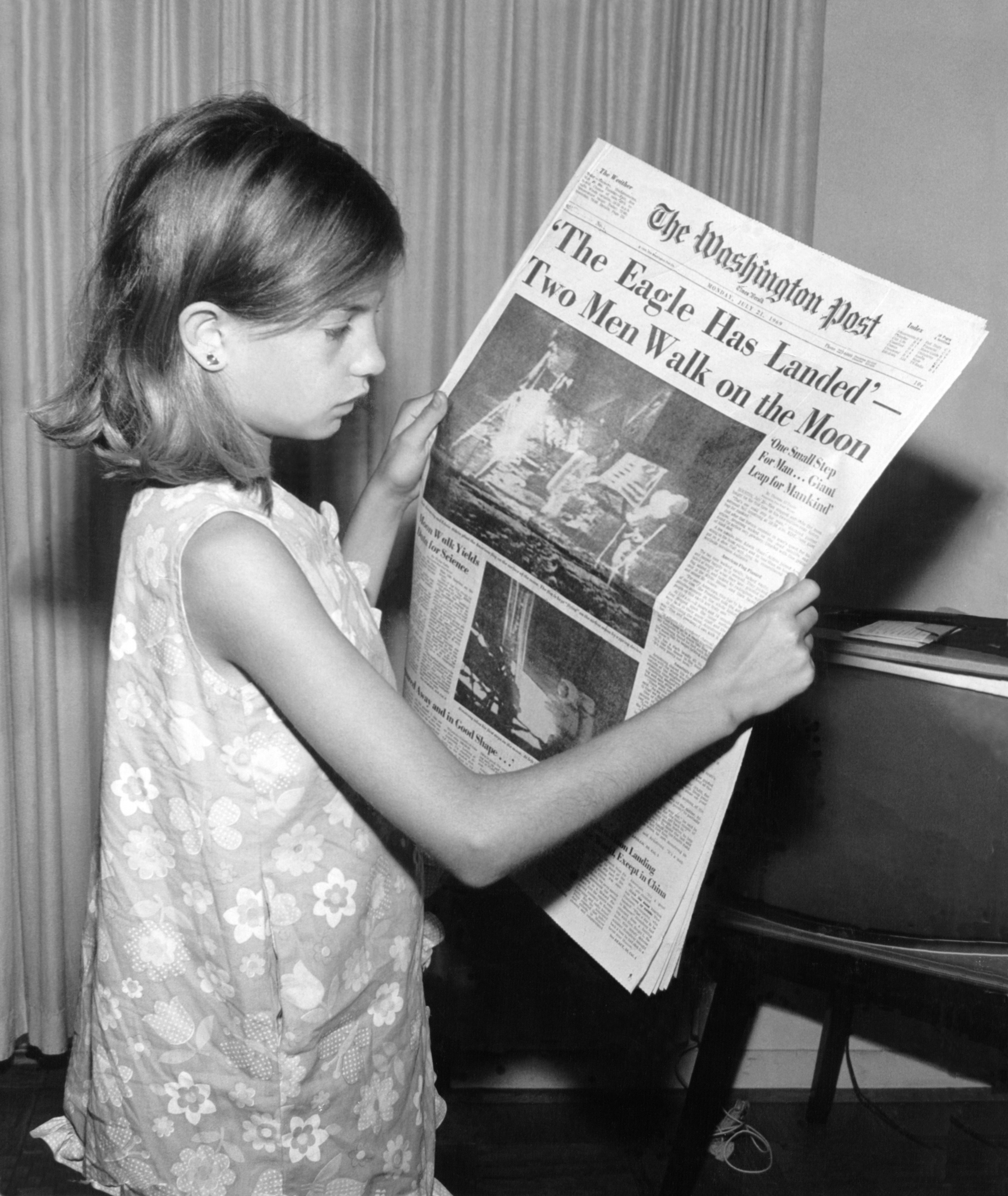
اصدار الاثنين 21 يوليو 1969

## تاريخ الصحيفة
أسس الصحيفة شتيلسون هاتشينز في عام 1877 وفي عام 1880 بدأ بإصدار نسخ يومية حتى في يوم الأحد، وبذلك أصبحت أول صحيفة في المدينة تصدر سبعة أيام في الأسبوع. وفي عام 1889، باع « هاتشينز » الصحيفة إلى فرانك هاتون، وهو مدير عام سابق لمكتب البريد، و براية ويلكنز، وهو عضو نظام الاحتياطي الفدرالي عن ولاية أوهايو.
وبعد عدة أحداث تعاقبت على الصحيفة، تم شراء صحيفة واشنطن بوست في المزاد العلني في عام 1933 من قبل عضوا في نظام الاحتياطي الفدرالي المحافظين، وهو يوجين ماير، الذي أعاد الصحيفة إلى مكانتها وسمعتها. بعد نجاحه كناشر خلفه في عام 1946 صهره فيليب غراهام.
بعد وفاة غراهام وفي عام 1963، انتقلت إدارة شركة واشنطن بوست إلى كاثرين غراهام، زوجة غراهام وابنة ماير. وفي تلك الأثناء لم تكن هناك أي امرأة قد شغلت هذا المنصب بعد، وكانت أول من يترأس إدارة صحيفة محلية واسعة الانتشار، وقامت لاحقاً بإسناد المهام إلى ابنها ولم تسند أي مهام إلى ابنتها، وشغلت منصبها كناشر في الصحيفة من 1969 حتى 1979، واستمرت في منصبها رئيسا لمجلس الإدارة والرئيس التنفيذي لشركة واشنطن بوست حتى بداية التسعينات، ثم احتفظت في منصبها كرئيس اللجنة التنفيذية حتى وفاتها في عام 2001.
خلفها في منصبها كناشر في عام 1979 دونالد غراهام، وهو ابنها، وفي بداية التسعينات أصبح رئيس مجلس الإدارة والرئيس التنفيذي.
وفي عام 2000 أصبح المدير التنفيذي بويسفيولت جونز الابن، وبقي غراهام في منصبه كرئيس مجلس الإدارة.
أنشأت الصحيفة أول نسخة إلكترونية لها على الإنترنت في العام 1996.

## أقسام الصحيفة
- تتضمن طبعات الصحيفة اليومية بما فيها يوم السبت الأقسام التالية:
- القسم الرئيسي، يحتوي على صفحتها الأولى، والأخبار الوطنية والدولية والأعمال والسياسة، والافتتاحيات والآراء.
- القسم الأكبر، يحتوي على الأخبار المحلية.
- قسم الإبداع مع ميزة الكتابة عن ثقافة البوب والسياسة والفنون الجميلة وأداء الفنون، والأفلام، والأزياء، وأخبار المجتمع، إلى جنب أعمدة النصائح والكوميديا وقسم الرياضة.
- الإعلان المبوب.

عددها الصادر يوم الأحد شمل الأقسام التي تنشر في كافة أيام الأسبوع، إضافة إلى توقعات (الآراء)، والفنون، والسفر، والكاريكاتير، وبرامج التلفزيون في الأسبوع، ومجلة واشنطن بوست.
يختلف نمط الصحيفة يوم الأحد عن باقي أيام الأسبوع، يكون شكل صحيفة هو التابلويد،
الأقسام الأسبوعية الإضافية خلال أيام الأسبوع هي: الصحة والعلوم يوم الثلاثاء، الغذاء يوم الأربعاء، الحياة اليومية (المنزل والحديقة) يوم الخميس، وعطلة نهاية الأسبوع، مع إدراج أي تفاصيل تحدث في المنطقة المحلية يوم الجمعة. ويكون إصدار آخر يومان في الأسبوع على شكل التابلويد.

## وصلات خارجية
- واشنطن بوست على موقع الموسوعة البريطانية (الإنجليزية)

- تاريخ الصحيفة من موقع شركة واشنطن بوست (باللغة الأنجليزية)